# Аль-Салам (стадіон)
Стадіон «Аль-Салам» (араб. ستاد السلام) — багатофункціональний стадіон у Каїрі, Єгипет, що вміщує 30 000 чоловік, який використовується в основному для футбольних матчів. Стадіон є домашньою ареною клубу «Ель-Ентаґ Ель-Харбі», а також на стадіоні іноді проводяться домашні матчі «Аль-Аглі».

## Історія
Стадіон був побудований в 2009 році для молодіжного чемпіонату світу U-20 2009 року і на стадіоні пройшли матчі групи B.
Згодом стадіон приймав матчі Кубка африканських націй 2019 року.